# Gesetz, den Denkmalschutz betreffend (Großherzogtum Hessen)
Das Gesetz, den Denkmalschutz betreffend, vom 16. Juli 1902 war ein Gesetz im Großherzogtum Hessen. Es handelte sich um das erste kodifizierte Denkmalschutzgesetz in Deutschland. Es blieb auch im Volksstaat Hessen und im Bundesland Hessen bis zur Verabschiedung des Hessischen Denkmalschutzgesetzes 1974 in Kraft.

## Vorgeschichte
Auch im Großherzogtum Hessen – wie in den anderen deutschen Staaten – bestanden einzelne Regelungen zum Schutz von Denkmälern. Diese waren jedoch nicht in einem gesonderten Gesetz, sondern in anderen Gesetzen und Verordnungen aus dem Kommunal-, Kirchen und Stiftungsaufsichtsrecht geregelt. In Frankreich hatte das Parlament mit dem Gesetz vom 30. März 1887 erstmals ein besonderes Denkmalschutzgesetz erlassen. Dieses hatte in der Diskussion um ein hessisches Denkmalschutzgesetz Vorbildrolle.
Am 27./28. September 1899 beschloss die Generalversammlung des Gesamtvereins der deutschen Geschichts- und Altertumsvereine, in der die 124 wichtigsten Altertumsvereine Deutschlands zusammengeschlossen waren, in Straßburg eine Resolution, in der Denkmalschutzgesetze gefordert und deren zentrale Inhalte beschrieben wurden.
Die hessische Regierung griff diese Forderung auf und beauftragte Ministerialrat Maximilian Freiherr von Biegeleben (1859–1945) mit dem Entwurf eines Denkmalschutzgesetzes. Am ersten Tag für Denkmalpflege am 24./25. September 1900 stellte von Biegeleben sein Konzept dem Gesamtverein der deutschen Geschichts- und Altertumsvereine vor und erfuhr viel Zustimmung.

## Gesetzgebungsprozess
Von Biegelebens Referentenentwurf wurde durch eine Kommission, in der verschiedene Ministerien vertreten waren, überarbeitet und den beiden Kammern der Landstände des Großherzogtums Hessen vorgelegt. Die Zweite Kammer nahm den Entwurf mit geringfügigen Änderungen am 26. Juni 1902 an. In der Ersten Kammer wurden insbesondere die Einschränkung des Privateigentums durch den Denkmalschutz thematisiert und entsprechende Abschwächungen vorgesehen. Am 29. April 1902 wurde der Gesetzesentwurf auch von der Ersten Kammer angenommen und am 16. Juli 1902 von Großherzog Ernst Ludwig erlassen. Der kunstsinnige Großherzog hatte das Gesetzesvorhaben von Anfang an gefördert.
Nach der Veröffentlichung im Großherzoglich Hessischen Regierungsblatt Nr. 41 vom 18. Juli 1902, S. 275 f., trat das Gesetz am 1. Oktober 1902 in Kraft.

## Struktur
Das Gesetz war in sieben Abschnitte unterteilt, die wiederum in 39 Artikel gegliedert waren:
1. Denkmäler im Besitz juristischer Personen des öffentlichen Rechts (Art. 1–8)
2. Baudenkmäler im Besitz von Privatpersonen (Art. 9–17)
3. Besondere Vorschriften für einzelne Fälle (Art. 18–24)
4. Ausgrabungen und Funde (Art. 25–30)
5. Organisation des Denkmalschutzes (Art. 31–32)
6. Naturdenkmäler (Art. 33–36)
7. Schlussbestimmungen (Art. 37–39)

## Denkmalrat
Aufgrund des Gesetzes wurde ein erster Denkmalrat gebildet und prominent besetzt:
Vorsitzender
- Maximilian Freiherr von Biegeleben, Ministerialrat und Abteilungsleiter für Bauwesen im Großherzoglich-Hessischen Ministerium der Finanzen

Auf 6 Jahre ernannt
- Emil Friedrich Graf von Schlitz genannt von Görtz
- Adalbert Graf zu Erbach-Fürstenau
- Friedrich Schneider, Domkapitular in Mainz
- Maximilian Freiherr von Heyl
- Rudolf Opfermann, Architekt in Mainz
- Waldemar Graf von Oriola
- Wilhelm Velke, Leiter der Stadtbibliothek Mainz

Widerruflich, bis auf Weiteres
- Friedrich Back, Direktor der Kunst- und historischen Sammlungen des Hessischen Landesmuseums Darmstadt
- Konstantin Höhlbaum, Philosophische Fakultät Universität Gießen
- Karl Hofmann, Architekt und Dombaumeister in Worms Technische Hochschule Darmstadt
- Ernst Neeb, Oberlehrer am Realgymnasium und Oberrealschule MZ
- Friedrich Pützer, Technische Hochschule Darmstadt
- Gustav Freiherr Schenck zu Schweinsberg, Direktor des Großherzoglichen Haus- und Staatsarchivs
- Wilhelm Soldan, pensionierter Ministerialrat und Archäologe, Mitglied der Reichs-Limeskommission
- Heinrich Walbe, Technische Hochschule Darmstadt
- Georg Wickop, Technische Hochschule Darmstadt

## Weitere Rechtssetzungsakte
Nach Erlass des Gesetzes, den Denkmalschutz betreffend, vom 16. Juli 1902 wurden seitens der Verwaltung weitere, untergesetzliche Bestimmungen getroffen, die die Vorschriften des Gesetzes erläuterten und für die Praxis einfacher handhabbar machen sollten:
- Ausführung des Denkmalschutzgesetzes; hier die Ausgrabungen und Funde, vom 2. April 1903,[2]
- Dienstanweisung für die Bezirks-Stellvertreter des Denkmalpflegers für Altertümer und bewegliche Gegenstände vom 23. November 1903,[3]
- Bekanntmachung über die Anzeigepflicht und die behördlichen Anordnungen bei Ausgrabungen und Funden vom 20. Oktober 1920[4] und
- Dienstanweisung für die Vertrauensmänner der Denkmalpflege vom 12. November 1935.[5]